# Real War
Real War es unvideojuego de estrategia en tiempo real de 2001 y una serie del mismo nombre desarrollado por Rival Interactive y publicado por Simon & Schuster Interactive.
La narración interna del juego estuvo a cargo del militar y actor R. Lee Ermey, famoso por su papel en la película de 1987 Full Metal Jacket.

## Jugabilidad
Real War es un videojuego de estrategia en tiempo real. El jugador controla a los Estados Unidos o al grupo terrorista ficticio Ejército de Liberación Independiente.  En cada partida de Real War, los jugadores comienzan con un edificio de cuartel general, luego construyen edificios como generadores de energía y centros de comando para producir unidades.  Se pueden construir fuerzas de infantería, tanques, aeronaves que incluyen aviones, helicópteros y bombarderos furtivos, y unidades navales que incluyen portaaviones, destructores y submarinos, aunque todos se identifican con esos nombres genéricos. Las condiciones de victoria varían según el modo de juego. 
A diferencia de otros juegos de estrategia en tiempo real, Real War minimiza la microgestión económica, ya que el jugador obtiene automáticamente suministros que se utilizan para construir unidades. Además, se centra en un enfoque de armas combinadas al limitar la cantidad de unidades de ciertos tipos que los jugadores pueden producir. 

## Desarrollo
La saga tiene su origen en una iniciativa militar del ejército de los Estados Unidos para generar un simulador oficial de estrategia militar moderna. El resultado el simulador Joint Forces Employment  que fue desarrollado por OC Incorporated para el ejército de los Estados Unidos y utilizado en su momento para el entrenamiento en varias academias militares de ese país. Fue lanzado el 17 de mayo de 2000, pero nunca se lanzó fuera del ejército de los Estados Unidos. El juego era, aparte de las diferencias en la interfaz y las estadísticas de las unidades para el equilibrio, prácticamente idéntico a los juegos de Real War que finalmente se lanzaron para el mercado civil. 
El juego fue anunciado en enero de 2001. Fue desarrollado por Rival Interactive, una empresa con sede en Alexandria, Virginia; y Semi Logic Entertainments, una empresa con sede en California. 

## Recepción
El juego tiene una calificación de 48 sobre 100 en el portal de reseñas Metacritic. 
GameSpy le dio al juego una puntuación de 54% sobre 100, afirmando que "Real War es un fracaso de RTS, con algunas fortalezas menores enterradas bajo una montaña de problemas". 
El juego vendió 300.000 copias.  En España, el juego Real War de 2001 recibió el premio "Oro" de la Asociación Española de Distribuidores y Editores de Software de Entretenimiento por 40.000 ventas en el país durante su primer año. 